# Греков, Юрий Павлович
Ю́рий Павлович Гре́ков (13 сентября 1943, пос. Кулотино, Ленинградская область — 18 апреля 2024, Екатеринбург) — советский и российский военачальник, генерал-полковник (1992).

## Биография
Родился 13 сентября 1943 года в посёлке Кулотино. Отец — офицер, участник Великой Отечественной войны. Мать – медсестра.
В рядах Советской армии с 1962 года. В 1966 году окончил Ленинградское высшее общевойсковое командное училище имени С. М. Кирова. С 1966 по 1971 годы служил командиром взвода, командиром роты в Группе советских войск в Германии.
Окончил Военную академию имени М. В. Фрунзе в 1974 году. С 1974 по 1983 годы — заместитель командира полка, начальник штаба полка, командир полка, заместитель командира дивизии, командир дивизии в Забайкальском военном округе.
22 февраля 1983 года присвоено воинское звание генерал-майор.
Окончил Военную академию Генерального штаба Вооружённых Сил СССР имени К. Е. Ворошилова в 1985 году. С 1985 года — начальник штаба — первый заместитель командующего армией в Ленинградском военном округе. С 1986 года — начальник штаба — первый заместитель командующего 40-й армией в составе ограниченного контингента советских войск в Республике Афганистан. Два года активно участвовал в боевых действиях советских войск в Афганистане.
С 1988 по январь 1989 года — командующий 11-й гвардейской армией в Прибалтийском военном округе.
С января 1989 по июль 1992 года — первый заместитель командующего войсками Закавказского военного округа. Участвовал в локализации армяно-азербайджанского вооружённого конфликта в Нагорном Карабахе.
30 октября 1989 года присвоено воинское звание генерал-лейтенант.
С 16 июля 1992 по 30 декабря 1999 года — командующий войсками Уральского военного округа (штаб — Екатеринбург).
В июле 1992 года присвоено воинское звание генерал-полковник.
С января 2000 года — в запасе.
В начале 2000-х работал советником губернатора Свердловской области.
Жена — Вера Николаевна Грекова. Сын — Александр Юрьевич Греков, полковник запаса.
Жил в Екатеринбурге.
Скончался 18 апреля 2024 года на 81-м году жизни после тяжёлой и продолжительной болезни. Похоронен на Бабигонском кладбище в Старом Петергофе, рядом с родителями.

## Ордена
- Орден «За военные заслуги»,
- Орден Красного Знамени,
- Два ордена Красной Звезды,
- Медали СССР и РФ.